# George Amy
George Amy (* 15. Oktober 1903 in Brooklyn, New York City; † 18. Dezember 1986 in Los Angeles, Kalifornien) war ein US-amerikanischer Filmeditor und Filmregisseur.

## Leben
George Amy begann seine Karriere im Filmgeschäft 1921 mit dem Film Burn 'Em Up Barnes. Der 1932 gedrehte Horrorfilm Doctor X bedeutete die erste Zusammenarbeit mit dem Regisseur Michael Curtiz, viele weitere folgten. 1947 entstand mit Unser Leben mit Vater ihre letzte gemeinsame Produktion. Mehrere Filme drehte Amy auch mit den Regisseuren Lloyd Bacon und Busby Berkeley.
Erstmals für den Oscar in der Kategorie Bester Schnitt nominiert wurde George Amy 1943 für den Film Yankee Doodle Dandy. Im folgenden Jahr gewann er die Trophäe für den Kriegsfilm In die japanische Sonne (Air Force). Ein letztes Mal für den Filmpreis nominiert wurde er 1946 für den von Raoul Walsh inszenierten Film Der Held von Burma (Objective, Burma!).
George Amy war auch als Regisseur aktiv, 1933 inszenierte er mit Liebe und andere Geschäfte seinen ersten Film. Bis 1940 entstanden unter seiner Regie sechs weitere Filme.
Nach den Arbeiten am Film She Couldn't Say No aus dem Jahre 1954 zog sich Amy aus dem aktiven Filmgeschäft zurück, noch bis 1956 fungierte er als supervising editor für die Fernsehserie Schlitz Playhouse of Stars.

## Filmografie (Auswahl)
- 1930: Der Tanz geht weiter
- 1932: Doctor X
- 1932: Die Hütte im Baumwollfeld (The Cabin in the Cotton)
- 1932: 20.000 Jahre in Sing Sing (20,000 Years in Sing Sing)
- 1933: Liebe und andere Geschäfte (She Had to Say Yes) (Co-Regie und Schnitt)
- 1933: Der Frauenheld (Lady Killer)
- 1933: Das Hohe Lied (The Song of Songs)
- 1933: Goldgräber von 1933 (Gold Diggers of 1933)
- 1933: Parade im Rampenlicht (Footlight Parade)
- 1934: Wonder Bar
- 1934: Dickschädel (Here Comes the Navy)
- 1934: Der Schrecken der Rennbahn (Six-Day Bike Rider)
- 1935: Die Goldgräber von 1935 (Gold Diggers of 1935)
- 1935: Unter Piratenflagge (Captain Blood)
- 1936: Der Verrat des Surat Khan (The Charge of the Light Brigade)
- 1937: Kid Galahad – Mit harten Fäusten (Kid Galahad)
- 1937: Varsity Show
- 1939: Herr des wilden Westens (Dodge City)
- 1939: Die alte Jungfer (The Old Maid)
- 1940: Goldschmuggel nach Virginia (Virginia City)
- 1940: Der Herr der sieben Meere (The Sea Hawk)
- 1940: Land der Gottlosen (Santa Fe Trail)
- 1941: Der Seewolf (The Sea Wolf)
- 1941: Dive Bomber
- 1942: Helden der Lüfte (Captains of the Clouds)
- 1942: Yankee Doodle Dandy
- 1943: In die japanische Sonne (Air Force)
- 1943: Einsatz im Nordatlantik (Action in the North Atlantic)
- 1943: This Is the Army
- 1944: Auf Ehrenwort (Uncertain Glory)
- 1945: Jagd im Nebel (Confidential Agent)
- 1945: Der Held von Burma (Objective, Burma!)
- 1946: Drei Fremde (Three Strangers)
- 1947: Unser Leben mit Vater (Life with Father)
- 1947: Der Unverdächtige (The Unsuspected) (Regisseur der Second Unit)
- 1950: Aufruhr in Santa Sierra (The Sound Of Fury)
- 1951: Das Herz einer Mutter (The Blue Veil)
- 1952: Vor dem neuen Tag (Clash by Night)